# Ingeborga Dapkūnaitė
Ingeborga Edmundovna Dapkūnaitė (n. 20 ianuarie 1963, Vilnius, RSS Lituaniană, URSS) este o actriță lituaniană de teatru și film, care a jucat în cea mai mare parte în filme rusești. A obținut premiul național rus „Nika” în 1994 pentru cea mai bună actriță.

## Biografie
Ingeborga Dapkunaite s-a născut la Vilnius, RSS Lituaniană, Uniunea Sovietică. Tatăl ei era diplomat și mama ei a fost meteorolog. Timp de mulți ani, părinții ei au lucrat la Moscova și ea i-a văzut doar în zilele de sărbătoare. Ea a fost crescută de bunici și de un unchi și o mătușă, muzicieni într-o orchestră de teatru, în timpul absențelor îndelungate ale părinților. 
La vârsta de patru ani, ea a apărut pentru prima dată pe scenă în opera lui Puccini Madama Butterfly, pusă în scenă de bunica ei, directoarea teatrului de operă din Vilnius. După debutul în operă, ea părea la început să aibă puțin interes față de arta dramatică, dans sau muzică. În copilărie și tinerețe, părea că și-ar dori să urmeze o carieră în sport; practica patinajul și juca baschet, un sport popular în Lituania. A absolvit Academia Lituaniană de Muzică și Teatru la clasa profesorului Jonas Vaitkus în 1985 și a fost angajată apoi la Teatrul Dramatic de Stat din Kaunas.

### Cariera
A obținut o serie de roluri minore în unele filme de la Hollywood, inclusiv Misiune: Imposibilă (1996) și Șapte ani în Tibet (1997), în care a interpretat-o pe soția lui Heinrich Harrer (interpretat de Brad Pitt). Rolul ei cel mai cunoscut este Alexandra, soția colonelului Serghei Kotov (interpretat de Nikita Mihalkov) în filmul premiat cu Oscar Soare înșelător (1994) al lui Mihalkov. În 2001 a fost membru al juriului la cel de-al 23-lea Festival Internațional de Film de la Moscova.
Ea a interpretat-o, de asemenea, pe țarina rusă Aleksandra Feodorovna Romanova în miniserialul britanic The Lost Prince (2003) și pe mama ucigașului în serie și canibalului fictiv Hannibal Lecter, cunoscută a fi de origine lituaniană, în Hannibal Rising (2007).
În televiziune, a apărut ca parteneră de patinaj a lui Aleksandr Julin în Ice Age. În primul sezon al serialului BBC Bodies, a jucat rolul asistentei Katia Bredova. În plus, a interpretat o refugiată bosniacă pe nume Jasmina Blekic în Prime Suspect 6, jucând alături de Helen Mirren, și apoi în 2012 pe iubita personajului jucat de Kenneth Branagh în episodul „Câinii din Riga al serialului TV Wallander. A apărut, de asemenea, în filmul Branded. Ea a interpretat, de asemenea, rolul Doamna Hudson în serialul rusesc Sherlock Holmes.

### Viața personală
Ingeborga Dapkūnaitė a fost căsătorită de trei ori. Al doilea ei soț a fost un regizor britanic, de care a divorțat în 2009. Dapkūnaitė este cetățeană britanică. Actualul ei soț este un avocat și om de afaceri rus, care este cu 12 ani mai tânăr decât ea.

## Filmografie
| An        | Titlu                                   | Rol                                                              | Observații |
| --------- | --------------------------------------- | ---------------------------------------------------------------- | ---------- |
| 1984      | My Little Wife                          | Aukse                                                            |            |
| 1985      | Zodiac                                  |                                                                  | film TV    |
| 1985      | Night Whispers                          | Inga                                                             |            |
| 1986      | Game chameleon                          | Veronica                                                         |            |
| 1987      | The mysterious heir                     | Asia Tihonova                                                    |            |
| 1987      | The confluence of circumstances         | Veronica Bergs                                                   |            |
| 1987      | 13th Apostle                            | Maria                                                            |            |
| 1988      | Autumn, Chertanovo ...                  | Maria Zavarzina                                                  |            |
| 1988      | Crossing                                | Kama-Basia Zalevskaia                                            |            |
| 1989      | Intergirl                               | Kisulia                                                          |            |
| 1989      | F minor                                 | Katia                                                            |            |
| 1990      | Nikolai Vavilov                         | Natalia Karlovna Lemke                                           | miniserial |
| 1991      | Cynics                                  | Olga                                                             |            |
| 1992-93   | The Good Guys                           | Sanda                                                            | serial TV  |
| 1993      | Fatal Deception: Mrs. Lee Harvey Oswald | Lubia                                                            | film TV    |
| 1993      | The Alaska Kid                          | Salli                                                            | serial TV  |
| 1994      | Near Moscow Nights                      | Katia Ismailova                                                  |            |
| 1994      | Soare înșelător                         | Marusia                                                          |            |
| 1995      | Thief Takers                            |                                                                  | serial TV  |
| 1996      | Silent Witness                          | dr. Caroline Anscombe                                            | serial TV  |
| 1996      | On Dangerous Ground                     | Asta                                                             | film TV    |
| 1996      | Misiune: Imposibilă                     | Hannah Williams                                                  |            |
| 1996      | Letters from the East                   | Marie / Mama                                                     |            |
| 1997      | Șapte ani în Tibet                      | Ingrid Harrer                                                    |            |
| 1998      | CI5: The New Professionals              | Elkie                                                            | serial TV  |
| 1999-2001 | Big Bad World                           | Natalia                                                          | serial TV  |
| 1999      | Sunburn                                 | Carolyn Kramer                                                   |            |
| 2000      | Moscow                                  | Mașa                                                             |            |
| 2000      | Rostov-dad                              | Elia                                                             | serial TV  |
| 2000      | Umbra vampirului                        | Micheline                                                        |            |
| 2002      | War                                     | Margaret                                                         |            |
| 2002      | Loneliness blood                        | Maria                                                            |            |
| 2003      | The Lost Prince                         | țarina Alexandra Feodorovna                                      | film TV    |
| 2003      | The Suit                                | Asia                                                             |            |
| 2003      | Kiss of Life                            | Helen                                                            |            |
| 2003      | Coming Up                               | Olesia Muratseva                                                 | serial TV  |
| 2003      | Prime Suspect 6: The Last Witness       | Jasmina Blekic                                                   | miniserial |
| 2004      | 25 Degrees in Winter                    | Sonia                                                            |            |
| 2004-06   | Bodies                                  | Katia Bredova                                                    | serial TV  |
| 2005      | Graveyard Shift                         | soția proprietarului                                             |            |
| 2007      | Hannibal Rising                         | Mama Lecter                                                      |            |
| 2007      | In Transit                              | Vera                                                             |            |
| 2008      | Morphine                                | Anna                                                             |            |
| 2008      | Terra Nova                              | Marta                                                            |            |
| 2009      | L'affaire Farewell                      | Natașa                                                           |            |
| 2009      | Jolly Fellows                           | Margo                                                            |            |
| 2009      | Volunteer                               | Lena                                                             | miniserial |
| 2009      | Katya: Military history                 | Maria Barsukova                                                  | serial TV  |
| 2010      | Orange juice                            | Dașa                                                             |            |
| 2010      | Cadenzas                                | Liza                                                             |            |
| 2011      | Heavenly Court                          | Morpheus                                                         | miniserial |
| 2012      | 30 Beats                                | The Call-Girl - Alice                                            |            |
| 2012      | Branded                                 | Guru`s Associate Dubcek                                          |            |
| 2012      | Wallander – „The Dogs of Riga”          | Baiba Liepa                                                      | serial TV  |
| 2012      | Heavenly Court                          | Morpheus                                                         | film       |
| 2013      | Antalya                                 |                                                                  |            |
| 2013      | Sherlock Holmes                         | doamna Hudson                                                    | serial TV  |
| 2014      | Rather „Moscow-Russia”                  | dirijoarea Anna                                                  |            |
| 2014      | Gregory R.                              | împărăteasa Alexandra Feodorovna                                 | serial TV  |
| 2014      | Heavenly Court. Continued               | Morpheus                                                         | miniserial |
| 2015-17   | Ocupați                                 | Irina Sidorova                                                   | serial TV  |
| 2015      | Men's Life in Autumn                    |                                                                  |            |
| 2016      | Wallander – „A Lesson in Love”          | Baiba Liepa                                                      | serial TV  |
| 2016      | Artist Kills Self                       | Clarissa Stearn                                                  |            |
| 2017      | Jeanne                                  | Jeanne                                                           |            |
| 2017      | Matilda                                 | Maria Feodorovna (Dagmar a Danemarcei)                           |            |
| 2017      | Most                                    | Inga Verma, detectiv la secția de omucideri a Poliției din Narva | serial TV  |